# Sammy Onyango
Pour les articles homonymes, voir Onyango.
Sammy Onyango (né le 3 mars 1961 dans le comté le Migori au Kenya, et mort le 2 août 2002 à Kisumu) est un joueur de football international kényan, qui évoluait au poste de milieu de terrain.

## Biographie

### Carrière en club
Il remporte la Coupe d'Afrique des vainqueurs de coupe en 1987 avec le Gor Mahia Football Club.

### Carrière en sélection
Avec l'équipe du Kenya, il joue entre 1983 et 1990. 
Il figure dans le groupe des sélectionnés lors des coupes d'Afrique des nations de 1988 et de 1990, où son équipe est éliminée à chaque fois au premier tour.
Il joue six matchs comptant pour les tours préliminaires de la coupe du monde, lors des éditions 1986 et 1990.

## Palmarès
- Vainqueur de la Coupe d'Afrique des vainqueurs de coupe en 1987
- Vainqueur de la Coupe CECAFA en 1980, 1981 et 1985
- Finaliste de la Coupe CECAFA en 1984
- Champion du Kenya en 1981, 1983, 1984, 1985 et 1987
- Vainqueur de la Coupe du Kenya en 1981, 1983, 1986, 1987 et 1988